# ستيفانو كوليتي
ستيفانو كوليتي (بالفرنسية: Stefano Coletti)‏ مواليد 6 أبريل 1989 في موناكو، هو سائق فورملا 1 موناكي.

## سباقات شارك فيها
- سلسلة إندي كار
- إنديانابوليس 500

## وصلات خارجية
- ستيفانو كوليتي على موقع DriverDB.com (الإنجليزية)
- الموقع الرسمي